# Nuits de bal
Pour les articles homonymes, voir Sisters.
Pour plus de détails, voir Fiche technique et Distribution.
Nuits de bal (The Sisters) est un film américain réalisé par Anatole Litvak, sorti en 1938.

## Synopsis
Trois sœurs se retrouvent à une cérémonie en l'honneur du nouveau président Théodore Roosevelt. Elles vont chacune se marier avec des fortunes différentes.
Helen épouse un millionnaire qu'elle n'aime pas. Grace se marie avec un homme du cru et reste dans son Montana natal. Louise déménage avec Frank à San Francisco. Celui-ci ayant perdu son travail, Louise se fait engager comme employée dans un magasin. Frank la quitte pour partir en Chine et elle se retrouve seule confrontée au fameux tremblement de terre de San Francisco.
Elle retrouvera ses deux sœurs lors de la célébration du nouveau président Taft où son mari repentant viendra à nouveau la chercher.

## Fiche technique
- Titre : Nuits de bal
- Titre original : The Sisters
- Réalisation : Anatole Litvak, assisté d'Irving Rapper (non crédité)
- Scénario : Milton Krims d'après le roman The Sisters de Myron Brinig
- Production : David Lewis (en), Anatole Litvak, Hal B. Wallis et Jack L. Warner
- Société de production : Warner Bros. Pictures
- Photographie : Tony Gaudio
- Montage : Warren Low
- Musique : Max Steiner
- Direction artistique : Carl Jules Weyl
- Costumes : Orry-Kelly
- Pays d'origine : États-Unis
- Format : Noir et blanc
- Genre : Drame
- Durée : 99 minutes
- Date de sortie : 14 octobre 1938 (USA)
- Affiche : René Lefèbvre (France)

## Distribution
- Errol Flynn : Frank Medlin
- Bette Davis : Louise Elliott Medlin
- Anita Louise : Helen Elliott Johnson
- Ian Hunter : William Benson
- Donald Crisp : Tim Hazelton
- Beulah Bondi : Rose Elliott
- Jane Bryan : Grace Elliott Knivel
- Alan Hale : Sam Johnson
- Dick Foran : Tom Knivel
- Henry Travers : Ned Elliott
- Patric Knowles : Norman French
- Lee Patrick : Flora Gibbon
- Harry Davenport : Doc Moore
- Laura Hope Crews : La mère de Flora
- Paul Harvey : Caleb Ammon
- Arthur Hoyt : Tom Selig
- John Warburton : Anthony Bittick
- Mayo Methot : la femme blonde

Acteurs non crédités
- Dudley Dickerson : un porteur
- Stanley Fields : le capitaine du navire
- Susan Hayward : une opératrice téléphonique
- Stuart Holmes : un barman
- Robert Homans : un journaliste
- Edwin Stanley : un docteur
- Rosella Towne : une opératrice téléphonique